# سيميون بوديوني
سيميون ميخائيلوفيتش بوديوني (بالروسية:Семён Миха́йлович Будённый) كان مارشال سوفيتي قوقازي، قائد سلاح الفرسان، سياسي وصديق مقرب من الزعيم السوفيتي جوزيف ستالين.

## النشأة والخدمة العسكرية
بوديوني ولد لآسرة ريفية فقيرة في بلدة كوزيورين في منطقة دون القوزاق جنوب الامبراطورية الروسية (الآن مقاطعة روستوف) وبالرغم من كونة نشاء في مجتمع القوزاق الا ان عائلتة جائت من مقاطعة فورونيج حيث كان من العرق الروسي، عند كان صبياً عمل في مزرعة ثم في متجر واخيراً سائق قبل ان يلتحق بالجيش الامبراطوري الروسي عام 1903 ، أصبح خيال في الفوج السادس والاربعين ثم انتقل إلى فوج بريمورسك وفي عام 1907 ارسل في دورة تدريبية إلى اكاديمية الفرسان ذوي الرتب المنخفضة في سانت بطرسبرغ وتخرج الأول في صفة بعد سنة برتبة ضابط صغير ثم عاد إلى فوجة وعمل كمدرب لركوب الخيل مع رتبة ضابط صغير وعند اندلاع الحرب العالمية الاولى انضم إلى كتيبة الفرسان الاحتياطية وفي اشتداد الحرب أصبح بوديوني الضابط الخامس في الكتيبة الثامنة عشر القوقازية واصبح مشهوراً لهجومة على قافلة مؤونة للجيش الألماني حيث تم منحة وسام القديس جورج من الدرجة الرابعة ورغم شجاعتة الا انة عانى من الاضطهاد والاستخفاف بسبب كونة قوقازي، في نوفمبر 1916 تم إرسال الكتيبة القوقازية التي يخدم فيها بوديوني إلى جبهة القوقاز للقتال ضد العثمانيين الا انة تورط في مشاجرة مع أحد الضباط الكبار بسبب احتجاجة على سوء معاملة الجنود والافتقار المستمر للموارد الغذائية الا ان الضابط قام بضربة فما كان من بوديوني الا ان انهال ضرباً على الضابط، تم توقيف بوديوني واحيل إلى الاستجواب وفي خلال الاستجواب وقف الجنود بجانب بوديوني وشهدوا ان الكدمات في وجة الضابط نتيجة ركلة حصان، تم تجريد بوديوني من وسام القديس جورج وكان محظوظاً لانة لم يحال إلى محكمة عسكرية ويعدم بوديوني صمم على استعادة الوسام، في معركة فان، وكان قد نال وسام القديس جورج من الدرجة الثالثة بسبب استبسالة في قتال الاتراك في مندلي بالقرب من بغداد، وحصل على وسام القديس جورج من الدرجة الثانية لقيامة باعمال تخريبية خلف خطوط الاتراك لمدة 22 يوم وحصل على وسام القديس جورج من الدرجة الأولى بسبب قيامة بأسر ضابط عثماني كبير مع 6 من مساعدية وبعدما اطاحت الثورة الروسية بالحكم القيصري في عام 1917 انضم بوديوني إلى البلاشفةوانتقلت كتيبة القوقاز إلى مينسك وهناك انتخب بوديوني كـ ريس للجنة الفوج ونائب رئيس لجنة الشعب.

## الحرب الاهلية الروسية
خلال عودتة إلى بلاتوفسكايا نظم بوديوني حملة لاحتلال المدينة التي يسيطر عليها الروس البيض فقام بتنظيم فرقة من 24 خيال لكن سرعان ما ارتفع عدد المجندين وفي الصباح كانت فرقة بوديني قد حررت 400 بلشفي وقتلت 350 مقاتل من الروس البيض، أصبح لدية فرقة مكونة من 520 خيال وفي اكتوبر 1918 تم تشكيل فوج الفرسان الاشتراكيين والذي أصبح بوديوني نائباً لقائدة وقام بدمج فرقتة مع اللواء ليصبح جيش سلاح الفرسان واصبح بوديوني قائدة، ذلك الجيش الذي لعب دوراً هاماً في فوز البلاشفة في الحرب الاهلية وفي عام 1919 انضم بوديوني رسمياً إلى الحزب البلشفي واقام علاقة وثيقة مع ستالين وفوروشيلوف

## خلال الحرب البولندية السوفيتية
في عام 1920 شارك جيش بوديوني في غزو بولندا خلال الحرب السوفيتية البولندية عام 1920 وكانت حملتة العسكرية ناجحة في البداية حيث تمكن من دفع البولنديين إلى خارج اوكرانيا واخترق الجبهة البولندية الجنوبية لكنة تلقى هزيمة فادحة في معركة وارسو والسبب هو ان جيشة كان قد تشتت حيث كان نصفة في اوكرانيا، بعد ذلك ارسل بوديوني إلى القرم لقتال الروس البيض ورغم اخفاقة في بولندا لكن بعد الحرب تم تكريمة واعتبر من القادة الابطال في الحرب الاهلية

## قبل واثناء الحرب العالمية الثانية
في الفترة 1921-1923 كان بوديوني نائب قائد منطقة شمال القوقاز العسكرية، وأمضى قدرأ كبيرا من الوقت والجهد في تنظيم وإدارة مرافق الفروسية وتطوير سلالات جديدة من الخيول وفي عام 1923، وصل بوديوني إلى الشيشان مع إعلان من «اللجنة التنفيذية المركزية» يعلن تشكيل «منطقة ذاتية الحكم في الشيشان». في نفس العام، عين أيضا مساعد قائد سلاح الفرسان في «الجيش الأحمر» في عام 1924 أصبح «مفتش لسلاح الفرسان» في «الجيش الأحمر». بوديوني تخرج من أكاديمية فرونز العسكرية في عام 1932. في عام 1935 كان بوديوني من أول 5 مارشالات في الاتحاد السوفيتي، كان ينظر الية على باحترام بسبب خبرتة وشجاعتة لكنة كان يعاني من جهل عميق في الحروب الحديثة، لا سيما الدبابات، حيث كان يعتبر الفارس أفضل من الدبابة، من الجدير بالذكر أن بعض المارشالات السوفيت كانوا من دعاة التطور مثل الماريشال توخاتشيفسكي الذي بذل جهداً كبيراً من اجل إنشاء هيئة مستقلة للدبابات في الجيش الاحمر (كما فعل الالمان والامريكيون والبريطانيون وكما كان يخطط السوفيت عام 1942) حيث ان توخاتشيفسكي يعتبر رائد الدبابات الحربية في الاتحاد السوفيتي، توخاتشيفسكي حكم عليه لاحقاً بالإعدام في عام 1937 ، وفي العام نفسة أصبح بوديوني قائد حامية موسكو العسكرية، عند اندلاع الحرب العالمية الثانية كان بوديوني قائد القوات السوفيتية على الجبهة الجنوبية الغربية واوكل الية ستالين مهمة التصدي للجيش النازي في اوكرانيا وكانت اوامر ستالين صارمة حيث امرة بعدم التراجع تحت أي ظرف من الظروف لكن في النهاية استسلمت قوات بوديوني في معركة اومان ومعركة كييف وتم اسر 1.5 مليون جندي سوفيتي في واحدة من أكبر عمليات الاسر في التاريخ العسكري، بعد اخفاق بوديوني قام ستالين باستبدالة بالمارشال سيميون تيموشينكو ووضع بوديوني على جبهة الاحتياط وفي ابريل 1942 أصبح بوديوني قائد جبهة شمال القوقاز ومفتش سلاح الفرسان في عام 1943 ، وعلى الرغم من اخفاقة في اوكرانيا الا ان ستالين لم يعاقبة وبعد الحرب شغل بوديوني منصب نائب وزير الزراعة في تربية الخيول وبعد وفاة ستالين شغل مختلف المناصب في وزارة الدفاع ومنح لقب بطل الاتحاد السوفيتي مرتين

## الوفاة
توفي بوديوني في 26 اكتوبر 1973 جراء نزيف في الدماغ عن عمر ناهز التسعين عاماً وتم دفنة في مقبرة جدار الكرملين

## مذكرات بوديوني
بوديوني كتب مذكرات من خمسة مجلدات، وصف فيها السنوات العاصفة للحرب الأهلية وكذلك الحياة اليومية في «جيش سلاح الفرسان». وكثيراً ما احتفل بشجاعته في العديد من الاغاني العسكرية السوفيتية بما في ذلك أغنية «الفرسان الحمر» (كونارمييسكايا) كما ان بوديوني كان مربي خيول خبير أنشأ سلالات جديدة من الاحصنة لايزال يحتفظ بإعداد كبيرة منها في روسيا: خيول بوديوني تشتهر بـ ادائها العالي في السباقات وقدرتها على التحمل.

## الحياة الشخصية

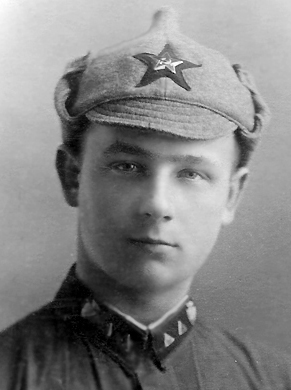
سيرجي ليونيدوفيتش سوكولوف

بوديوني تزوج ثلاث مرات، زوجتة الأولى لقيت حتفها في حادث سير عام 1924 اما الثانية فقد كانت مغتية اوبرا تبلغ 20 عاماً ولم يستسغ العيش معها بسبب مزاجها المتقلب وكانت تزور القنصليات لاجنبية لتعلقها بالغرب، الامر الذي جذب انتباة الشرطة السرية التي قامت باعتقالها بتهمة التجسس لصالح الغرب ولم يطلق سراحها الا في عام 1956 وبالرغم من طلاقها من بوديوني لكن عندما أطلق سراحها استأجر لها شقة في موسكو وكان يرسل لها مصروف شهري، اما زوجتة الثالثة فهي الوحيدة التي عاش معها حياة مستقرة وتوفيت عام 2006

## روابط خارجية
- سيميون بوديوني على موقع الموسوعة البريطانية (الإنجليزية)
- سيميون بوديوني على موقع مونزينجر (الألمانية)